# لیاخوو (شهرستان کارماسکالینسکی، باشقیرستان)
لیاخوو (انگلیسی: Lyakhovo, Karmaskalinsky District, Republic of Bashkortostan) یک شهرک در شهرستان کارماسکالینسکی استان باشقیرستان کشور روسیه است.